# Christian Kauxdorff

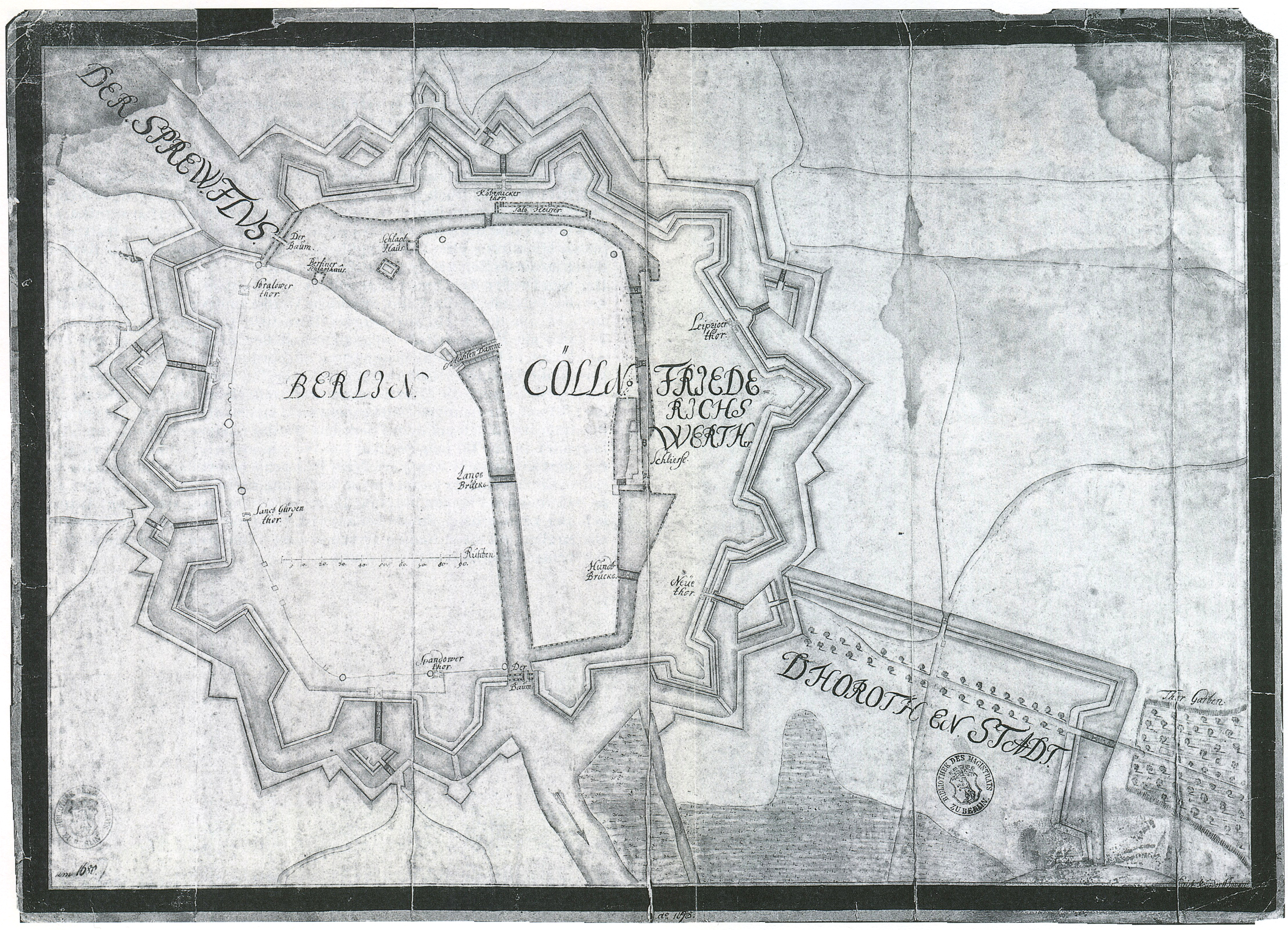
Plan von Berlin-Cölln, 1687

Christian Kauxdorff († nach 1687) war ein deutscher Ingenieur und Kartograf in Stettin und Berlin.

## Leben und Wirken
Christian Kauxdorff stammte wahrscheinlich aus einer sächsischen Gelehrten- und Goldschmiedefamilie. Er war in Stettin tätig, wo er 1670 einen Plan der nahegelegenen Festung Neuwarp und 1677 von Festung und Stadt Alt-Stettin zeichnete.
1683 vermaß er im Auftrag des Berliner Magistrats Gebiete nördlich der Stadtmauer und steckte sie ab.  1687 zeichnete Christian Kauxdorff einen Grundriss der Städte Cölln und Berlin nach Fertigstellung der Befestigungsanlagen. 
Seine Pläne gehören zu den ältesten erhaltenen der jeweiligen Orte.